# Povljana
Povljana est un village et une municipalité située sur l'île de Pag, dans le comitat de Zadar, en Croatie. Au recensement de 2001, la municipalité comptait 713 habitants, dont 96,77 % de Croates et le village seul comptait également 713 habitants.

## Localités
La municipalité de Povljana ne compte qu'une seule localité, le village éponyme de Povljana.